# Desmond King-Hele
Desmond George King-Hele (* 3. November 1927 in Seaford, Sussex; † 25. Dezember 2019) war ein britischer Physiker und Geophysiker.
King-Hele studierte an der Universität Cambridge (Trinity College). Von 1948 bis 1988 war er am Royal Aircraft Establishment in Farnborough, wo er sich mit Weltraumforschung mit Satelliten befasste. Daneben veröffentlichte er auch als Wissenschaftshistoriker, zum Beispiel über Erasmus Darwin und über Percy Bysshe Shelley. Er veröffentlichte auch eigene Gedichte.
Er war mit Wolfgang Priester und anderen ein Pionier in der Erkundung der Dichte der oberen Atmosphäre (Thermosphäre) aus Satelliten-Bahndaten Ende der 1950er und Anfang der 1960er Jahre benutze solchen Daten auch zur Vermessung des Gravitationsfelds der Erde.
1971 erhielt er die Eddington-Medaille sowie den Chree Medal and Prize. 1966 wurde er Fellow der Royal Society. 1974 hielt er die Bakerian Lecture (A view of earth and air) und 1997 die Wilkins Lecture (Erasmus Darwin, the Lunaticks and evolution). 2019 wurde ihm von der University of Derby die Ehrendoktorwürde verliehen.

## Schriften
- Erasmus Darwin and evolution, Sheffield: Stuart Harris 2014, ISBN 978-0-9542151-8-7
- Erasmus Darwin and the romantic poets, St. Martin’s Press 1986
- Doctor of Revolution: the life and genius of Erasmus Darwin, Faber and Faber 1977
- Erasmus Darwin, Macmillan 1963
- A Tapestry of Orbits, Cambridge University Press 1992
- Theory of satellite orbits in an atmosphere, London: Butterworths 1964
- Satellites and Scientific Research, London: Routledge and Paul, 2. Auflage 1962
- Shelley: His Thought and Work, Macmillan, St. Martin’s Press 1960, 3. Auflage 1984
- Shelley, the man and the poet, New York 1960
- Poems and trixies, London, Mitre Press 1972
- Herausgeber: The collected letters of Erasmus Darwin, Cambridge University Press 2007
- Herausgeber: The life of Erasmus Darwin, Cambridge University Press 2003
- Herausgeber: RAF Table of Earth Satellites 1957–1986, Macmillan, 3. Auflage 1987